# 京胡
京胡（jinghu、ピンイン: jīnghú）は、京劇の伴奏音楽で用いられる中国の弦楽器である。胡琴の一種で、胡琴の変種の中では最も小さく、音が高い楽器である。
演奏方法も、他の胡琴類とは異なり、京胡の演奏はそれ専用の学習と練習が必要である。

## 歴史
京胡という名称は比較的新しく、もともとは単に「胡琴」と呼ばれ、民間の音楽で広く使われていた。

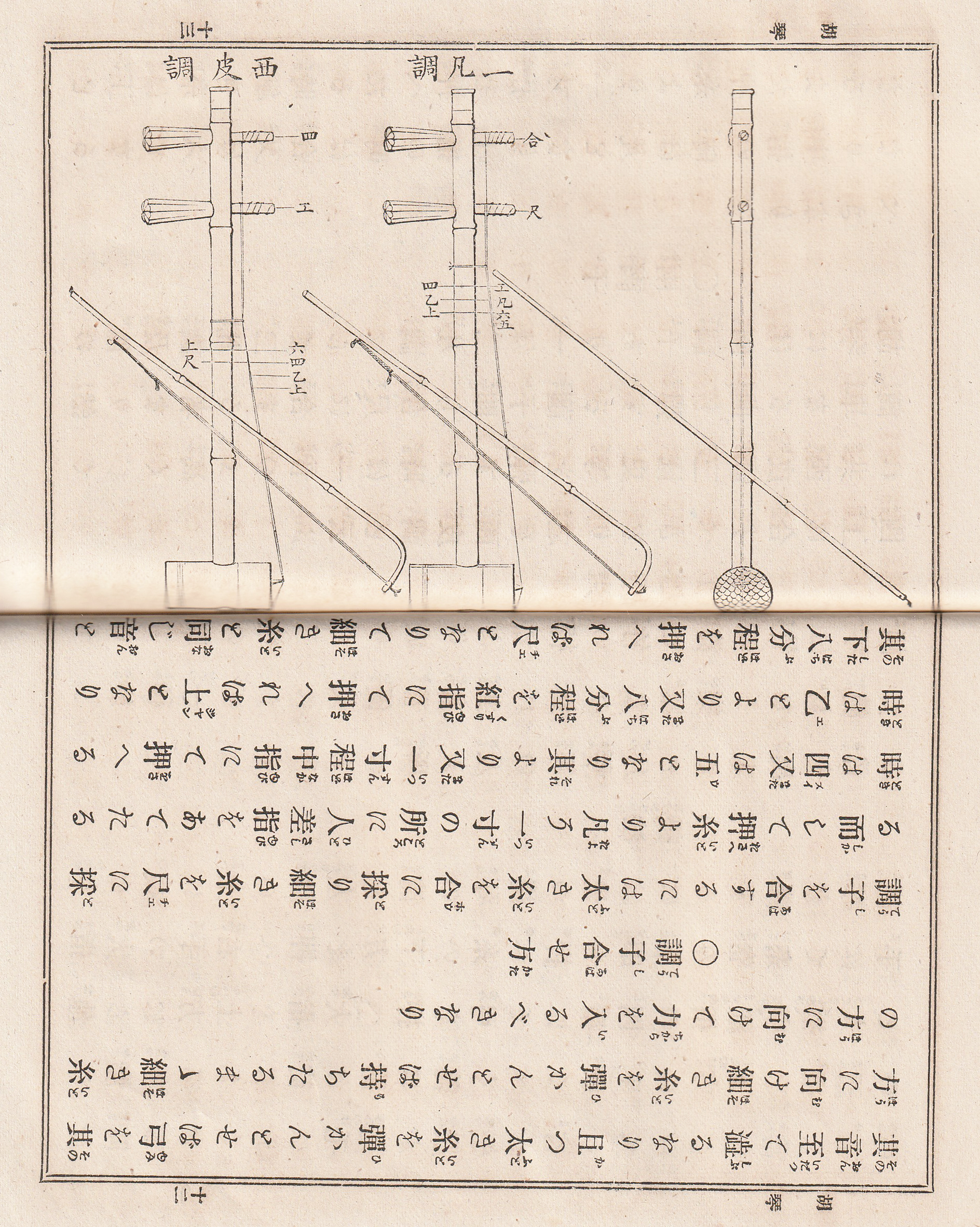
清楽の京胡(胡琴)の二面図(『明清楽之栞』1894年刊)。京胡は江戸時代には日本に伝わっていたが、19世紀末にすたれた。

　日本では江戸時代から明治時代にかけて、京胡(当時は「胡琴」という名称であった)は清楽の伴奏楽器として広まっていた。大正時代に、京劇の梅蘭芳が来日公演を行ったとき、京劇の伴奏音楽を初めて聴いた日本人の感想は「音楽は急速且にぎやかであつた、其の根調は嘗て非常に流行した所謂明清楽で幾分なじみがあるので、親しみを以て之を聴いたが、なか〱すてがたい趣のあるのを覚えた」というものであった。

　京胡は当初から、京劇の主伴奏楽器であったわけではない。

　崑曲など、京劇に先行する上品な音楽劇の主伴奏楽器は笛子であったこともあり、京劇の伴奏には京胡より笛子のほうがふさわしいという考えも19世紀末までは根強かった。

　例えば嘉慶帝は、京劇の伴奏楽器として京胡を使用することを禁止し、崑曲と同様に笛子で伴奏するように命じた。咸豊帝の時代には京劇の伴奏楽器として復活したようだが、同治帝が再び笛子を伴奏楽器とするように命じた記録が残っている。梅蘭芳のブレーンだった斉如山によると、光緒帝の時代の京劇界でも笛子と京胡のどちらが伴奏楽器としてふさわしいか、論争が続いていたという。

　京胡が京劇の主伴奏楽器として定着した功労者は、京劇俳優の譚鑫培(たんきんばい　1847年－1917年)と、彼のために伴奏をした琴師(京胡の演奏家)の梅雨田（1869年－1914年）である。譚鑫培よりの前の京劇俳優の歌は、西洋のオペラ歌手の歌と同様、誰が唱っても基本的には同様の旋律だったので、誰でも伴奏ができた。譚鑫培から、京劇俳優は自分独自の細かいこぶしを加えるなどして同一曲でも他の「流派」と違う旋律で歌うようになったため、専属の琴師と、それらの細かい違いに追随できる京胡の需要が高まった。

　京胡が京劇の主伴奏楽器として不動の地位を得たのは、19世紀末からであった。

## 用法

### 京劇の伴奏楽器として
京劇では、しばしば演員の声腔と同じメロディを演奏して音を重ねるが、場合によっては別の旋律を重ねたり、「加花」と言われる装飾音を用いる場合がある。
かつては、演員（京劇の俳優）は専属の琴師（京胡の演奏家）を抱えていて、二人三脚で作品を作っていた。
演じる対象の性質を捉えて、言葉の裏にある感情を表現するために、どのような京胡演奏のサポートを受けるかは重要だったので、たいてい共同作業は長期に亘り、いつも決まった琴師の伴奏を伴うのが普通であった。
それゆえ「一流の角儿には、必ず一流の琴師が伴う」ものであった。
琴師は、単なる一伴奏者の立場を超えて、絶対的信頼関係にあり、舞台を引導する場合すらあった。
「覇王別姫」で剣の舞を舞う虞美人を演じる梅蘭芳が、琴師の王少卿に「ここはあなたの場面です。あなたが自由に拉いて下さい。わたしがあなたに合わせて舞いますから。」と言ったエピソードは有名である。
京劇の俳優には、個性や得意な演目があるので、これらは流派として後に引き継がれた。
それゆえ、伴奏する京胡にも、流派毎の伴奏の様式がある。
よく引き合いに出されて比較されるのは、梅派と程派の違いである。
梅蘭芳は、高貴で上品な女性を演ずるのを得意としていたので、その音楽、伴奏は、優雅でゆったりとしたものであった。
一方、程硯秋は、地位の低い抑圧された女性の感情を表現したので、伴奏される京胡の演奏は、細かい音型が連なって複雑な心の揺れを巧みに表出するものであった。
この2者は、芸風の違いから異なったレパートリーを持っていたが、例外は「玉堂春」で、この作品だけは、どちらも演ずることができた。
それゆえ、両者の目指す表現の違いが、はっきりとわかるので、比較研究の対象になってきた。
京胡の音域は9,10度ほどで、それ以上に広げて演奏も可能だが、高域は使わない。
この狭い音域の中で、これまで数多くの優れた作品、流派が生まれてきた。
多くの流派を学ぶのは問題ないが、プロを目指す人など特定の流派のみを掘り下げて学ぶ場合もある。
中国で京胡を拉くような話をすると「流派は何ですか？」とあいさつがわりに質問される。
北京の天壇、北海、前海付近では、愛好家の人々が、京胡、月琴など持ってきて、歌いたい人の伴奏を務めて楽しんでいる様子を毎日のように見ることができる。

### 京劇以外の音楽
前述のとおり、19世紀の日本で流行した清楽でも京胡は伴奏楽器の一つとして使われた。

また、もともと京劇の演奏家で今は日本で活躍する音楽家・呉汝俊の作品や、日本のバンド・Do As Infinityのシングル「真実の詩」でも京胡は用いられた。  